# Manuel Kantakouzenos
Manuel Kantakouzenos (Grieks: Μανουήλ Καντακουζηνός, Manouēl Kantakouzēnos), (±1326–1380) was van 1348 tot 1380 despoot van de Morea.

## Leven
Manuel was de tweede zoon van keizer Johannes VI Kantakouzenos en Irene Asanina, een achterkleindochter van Ivan Asen III van Bulgarije. Hij was van 1343 tot 1347 gouverneur van Berea en van 1348 tot 1349 eparch. Zijn vader benoemde hem tot zelfstandig vorst van de Morea, terwijl zijn oudere broer Mattheüs het Thracische gebied van Didymoteicho onder zijn hoede kreeg. Onder Manuel bloeide de Byzantijns-hellenistische cultuur. Hij trok Albanese kolonisten aan en hield stand tegen zijn zwager keizer Johannes V Palaiologos en de Ottomanen. Na zijn dood in 1380 volgde zijn broer Mattheüs hem op.

## Huwelijken
Manuel huwde tweemaal. Zijn eerste huwelijk (1342) was met Maria Anna Olivier, dochter van de Servische despoot Jan van Ovcepolje, die hij in 1347 verstootte. Datzelfde jaar hertrouwde hij met Isabella, dochter van Constantijn II van Armenië, zoon van Amalrik van Tyrus.